# Lista de episódios de Revenge
Revenge é uma série de televisão estadunidense, do gênero drama, criada por Mike Kelley, e estrelada por Madeleine Stowe e Emily VanCamp. Foi exibida no canal ABC de 21 de setembro de 2011 a 10 de maio de 2015. Em 29 de abril de 2015, a série foi cancelada após quatro temporadas.
"Revenge" segue a vida de Emily Thorne, cujo verdadeiro nome é Amanda Clarke, que volta aos Hamptons para se vingar das pessoas que destruíram sua família e causaram a morte de seu pai, David Clarke. Quando Amanda era criança, David foi acusado injustamente de terrorismo, sendo julgado e condenado a prisão, onde acabou morrendo. Amanda sente que teve a vida destruída por essas pessoas que armaram contra seu pai, então ela muda seu nome e resolve se vingar de cada um deles.
Em 10 de maio de 2015, 89 episódios de "Revenge" foram ao ar, concluindo a quarta temporada e finalizando a série.

## Resumo
| Temporada | Temporada | Episódios | Exibição original      | Exibição original  |
| Temporada | Temporada | Episódios | Estreia de temporada   | Final de temporada |
| --------- | --------- | --------- | ---------------------- | ------------------ |
|           | 1         | 22        | 21 de setembro de 2011 | 23 de maio de 2012 |
|           | 2         | 22        | 30 de setembro de 2012 | 12 de maio de 2013 |
|           | 3         | 22        | 29 de setembro de 2013 | 11 de maio de 2014 |
|           | 4         | 23        | 28 de setembro de 2014 | 10 de maio de 2015 |

## Episódios

### 1ª temporada (2011–12)
| No. geral | No. na série | Título       | Dirigido por       | Escrito por                                                     | Exibição                | Audiência (milhões) |
| --------- | ------------ | ------------ | ------------------ | --------------------------------------------------------------- | ----------------------- | ------------------- |
| 1         | 1            | "Pilot"      | Phillip Noyce      | Mike Kelley                                                     | 21 de setembro de 2011  | 10.02               |
| 2         | 2            | "Trust"      | Phillip Noyce      | Mike Kelley & Joe Fazzio                                        | 28 de setembro de 2011  | 8.54                |
| 3         | 3            | "Betrayal"   | Matt Earl Beesley  | Salvatore Stabile                                               | 5 de outubro de 2011    | 7.68                |
| 4         | 4            | "Duplicity"  | Matt Shakman       | Wendy Calhoun                                                   | 12 de outubro de 2011   | 7.90                |
| 5         | 5            | "Guilt"      | Kenneth Fink       | Nikki Toscano                                                   | 19 de outubro de 2011   | 7.94                |
| 6         | 6            | "Intrigue"   | Tim Hunter         | Dan Dworkin & Jay Beattie                                       | 26 de outubro de 2011   | 8.72                |
| 7         | 7            | "Charade"    | Sanford Bookstaver | Mark B. Perry                                                   | 2 de novembro de 2011   | 8.58                |
| 8         | 8            | "Treachery"  | Bobby Roth         | Ryan Scott                                                      | 16 de novembro de 2011  | 7.98                |
| 9         | 9            | "Suspicion"  | Bethany Rooney     | Salvatore Stabile                                               | 23 de novembro de 2011  | 7.30                |
| 10        | 10           | "Loyalty"    | J. Miller Tobin    | Wendy Calhoun & Nikki Toscano                                   | 7 de dezembro de 2011   | 7.35                |
| 11        | 11           | "Duress"     | Jamie Babbit       | Elle Triedman                                                   | 4 de janeiro de 2012    | 8.06                |
| 12        | 12           | "Infamy"     | Matt Earl Beesley  | Dan Dworkin & Jay Beattie                                       | 11 de janeiro de 2012   | 7.58                |
| 13        | 13           | "Commitment" | Kenneth Fink       | Mark B. Perry & Liz Tigelaar                                    | 18 de janeiro de 2012   | 7.67                |
| 14        | 14           | "Perception" | Tim Hunter         | Nikki Toscano & Sallie Patrick                                  | 8 de fevereiro de 2012  | 7.70                |
| 15        | 15           | "Chaos"      | Sanford Bookstaver | Mark Fish & Joe Fazzio                                          | 15 de fevereiro de 2012 | 7.69                |
| 16        | 16           | "Scandal"    | Kenneth Fink       | Elle Triedman                                                   | 29 de fevereiro de 2012 | 7.53                |
| 17        | 17           | "Doubt"      | Matt Earl Beesley  | História por: Mike KelleyRoteiro por: Dan Dworkin & Jay Beattie | 18 de abril de 2012     | 7.77                |
| 18        | 18           | "Justice"    | Bobby Roth         | Liz Tigelaar & Sallie Patrick                                   | 25 de abril de 2012     | 7.03                |
| 19        | 19           | "Absolution" | Sanford Bookstaver | Nikki Toscano & Ryan Scott                                      | 2 de maio de 2012       | 7.14                |
| 20        | 20           | "Legacy"     | Eric Laneuville    | Dan Dworkin & Jay Beattie                                       | 9 de maio de 2012       | 7.01                |
| 21        | 21           | "Grief"      | Randy Zisk         | Mark Fish & Joe Fazzio                                          | 16 de maio de 2012      | 6.90                |
| 22        | 22           | "Reckoning"  | Sanford Bookstaver | Mike Kelley & Mark B. Perry                                     | 23 de maio de 2012      | 7.85                |

### 2ª temporada (2012–13)
| No. geral | No. na série | Título          | Dirigido por        | Escrito por                       | Exibição                | Audiência (milhões) |
| --------- | ------------ | --------------- | ------------------- | --------------------------------- | ----------------------- | ------------------- |
| 23        | 1            | "Destiny"       | Kenneth Fink        | Mike Kelley & Mark B. Perry       | 30 de setembro de 2012  | 9.74                |
| 24        | 2            | "Resurrection"  | David Grossman      | Sallie Patrick                    | 7 de outubro de 2012    | 8.36                |
| 25        | 3            | "Confidence"    | J. Miller Tobin     | Gretchen J. Berg & Aaron Harberts | 14 de outubro de 2012   | 8.28                |
| 26        | 4            | "Intuition"     | Randy Zisk          | Dan Dworkin & Jay Beattie         | 21 de outubro de 2012   | 8.71                |
| 27        | 5            | "Forgiveness"   | Matt Earl Beesley   | Sunil Nayar                       | 28 de outubro de 2012   | 8.18                |
| 28        | 6            | "Illusion"      | Bobby Roth          | Michael Foley                     | 4 de novembro de 2012   | 7.94                |
| 29        | 7            | "Penance"       | Colin Bucksey       | Elle Triedman                     | 11 de novembro de 2012  | 7.73                |
| 30        | 8            | "Lineage"       | Christopher Misiano | Nikki Toscano                     | 25 de novembro de 2012  | 6.92                |
| 31        | 9            | "Revelations"   | Kenneth Fink        | Ted Sullivan                      | 2 de dezembro de 2012   | 7.65                |
| 32        | 10           | "Power"         | Roger Kumble        | Joe Fazzio                        | 6 de janeiro de 2013    | 7.12                |
| 33        | 11           | "Sabotage"      | John Scott          | Dan Dworkin & Jay Beattie         | 13 de janeiro de 2013   | 6.17                |
| 34        | 12           | "Collusion"     | Matt Shakman        | Sallie Patrick & Sunil Nayar      | 20 de janeiro de 2013   | 5.75                |
| 35        | 13           | "Union"         | Wendey Stanzler     | Michael Foley & Ted Sullivan      | 10 de fevereiro de 2013 | 5.20                |
| 36        | 14           | "Sacrifice"     | Stefan Schwartz     | Mark B. Perry & Joe Fazzio        | 17 de fevereiro de 2013 | 5.99                |
| 37        | 15           | "Retribution"   | Helen Hunt          | Nikki Toscano & Elle Triedman     | 10 de março de 2013     | 6.97                |
| 38        | 16           | "Illumination"  | Bobby Roth          | Michael Foley & Sallie Patrick    | 17 de março de 2013     | 6.57                |
| 39        | 17           | "Victory"       | Colin Bucksey       | Dan Dworkin & Jay Beattie         | 24 de março de 2013     | 6.31                |
| 40        | 18           | "Masquerade"    | Allison Liddi-Brown | Sunil Nayar & JaSheika James      | 31 de março de 2013     | 5.49                |
| 41        | 19           | "Identity"      | Charlie Stratton    | Joe Fazzio & Ted Sullivan         | 28 de abril de 2013     | 6.05                |
| 42        | 20           | "Engagement"    | John Terlesky       | Elle Triedman & Sallie Patrick    | 5 de maio de 2013       | 6.28                |
| 43        | 21           | "Truth: Part 1" | Randy Zisk          | Michael Foley & Nikki Toscano     | 12 de maio de 2013      | 6.12                |
| 44        | 22           | "Truth: Part 2" | J. Miller Tobin     | Mike Kelley & Mark B. Perry       | 12 de maio de 2013      | 6.12                |

### 3ª temporada (2013–14)
| No. geral | No. na série | Título        | Dirigido por        | Escrito por                         | Exibição               | Audiência (milhões) |
| --------- | ------------ | ------------- | ------------------- | ----------------------------------- | ---------------------- | ------------------- |
| 45        | 1            | "Fear"        | Kenneth Fink        | Sunil Nayar                         | 29 de setembro de 2013 | 8.11                |
| 46        | 2            | "Sin"         | John Scott          | Joe Fazzio                          | 6 de outubro de 2013   | 6.84                |
| 47        | 3            | "Confession"  | Matt Earl Beesley   | Sallie Patrick                      | 13 de outubro de 2013  | 6.00                |
| 48        | 4            | "Mercy"       | J. Miller Tobin     | Karin Gist                          | 20 de outubro de 2013  | 6.16                |
| 49        | 5            | "Control"     | Allison Liddi-Brown | Ted Sullivan                        | 27 de outubro de 2013  | 5.71                |
| 50        | 6            | "Dissolution" | Bobby Roth          | Gretchen J. Berg & Aaron Harberts   | 3 de novembro de 2013  | 6.33                |
| 51        | 7            | "Resurgence"  | John Scott          | Christopher Fife                    | 10 de novembro de 2013 | 5.49                |
| 52        | 8            | "Secrecy"     | Colin Bucksey       | Sallie Patrick & JaSheika James     | 17 de novembro de 2013 | 5.81                |
| 53        | 9            | "Surrender"   | Jennifer Getzinger  | Joe Fazzio                          | 8 de dezembro de 2013  | 6.04                |
| 54        | 10           | "Exodus"      | Kenneth Fink        | Sunil Nayar & Karin Gist            | 15 de dezembro de 2013 | 6.22                |
| 55        | 11           | "Homecoming"  | Matt Earl Beesley   | Ted Sullivan                        | 5 de janeiro de 2014   | 6.69                |
| 56        | 12           | "Endurance"   | Sanford Bookstaver  | Sallie Patrick                      | 12 de janeiro de 2014  | 5.71                |
| 57        | 13           | "Hatred"      | John Terlesky       | Gretchen J. Berg & Aaron Harberts   | 19 de janeiro de 2014  | 5.37                |
| 58        | 14           | "Payback"     | Romeo Tirone        | Sunil Nayar & Christopher Fife      | 9 de março de 2014     | 6.60                |
| 59        | 15           | "Struggle"    | Christopher Misiano | Michael J. Cinquemani               | 16 de março de 2014    | 6.24                |
| 60        | 16           | "Disgrace"    | Matt Shakman        | Shannon Goss                        | 23 de março de 2014    | 5.66                |
| 61        | 17           | "Addicton"    | Tara Nicole Weyr    | Joe Fazzio                          | 30 de março de 2014    | 5.25                |
| 62        | 18           | "Blood"       | Wendey Stanzler     | Karin Gist                          | 6 de abril de 2014     | 5.16                |
| 63        | 19           | "Allegiance"  | Jennifer Wilkinson  | Ted Sullivan                        | 13 de abril de 2014    | 5.26                |
| 64        | 20           | "Revolution"  | Christopher Moore   | Sunil Nayar & Michael J. Cinquemani | 27 de abril de 2014    | 5.19                |
| 65        | 21           | "Impetus"     | J. Miller Tobin     | Gretchen J. Berg & Aaron Harberts   | 4 de maio de 2014      | 4.98                |
| 66        | 22           | "Execution"   | Kenneth Fink        | Sunil Nayar & Joe Fazzio            | 11 de maio de 2014     | 4.87                |

### 4ª temporada (2014–15)
| No. geral | No. na série | Título          | Dirigido por        | Escrito por                       | Exibição               | Audiência (milhões) |
| --------- | ------------ | --------------- | ------------------- | --------------------------------- | ---------------------- | ------------------- |
| 67        | 1            | "Renaissance"   | John Terlesky       | Sunil Nayar & Sallie Patrick      | 28 de setembro de 2014 | 5.14                |
| 68        | 2            | "Disclosure"    | Kenneth Fink        | Joe Fazzio                        | 5 de outubro de 2014   | 5.27                |
| 69        | 3            | "Ashes"         | Colin Bucksey       | Alex Taub                         | 12 de outubro de 2014  | 4.66                |
| 70        | 4            | "Meteor"        | J. Miller Tobin     | Karin Gist                        | 19 de outubro de 2014  | 5.00                |
| 71        | 5            | "Repercussions" | Kate Woods          | Ted Sullivan                      | 26 de outubro de 2014  | 4.32                |
| 72        | 6            | "Damage"        | John Terlesky       | Christopher Fife & Sallie Patrick | 2 de novembro de 2014  | 4.67                |
| 73        | 7            | "Ambush"        | Hanelle Culpepper   | Shannon Goss                      | 9 de novembro de 2014  | 5.26                |
| 74        | 8            | "Contact"       | Paul Holahan        | Joe Fazzio                        | 16 de novembro de 2014 | 5.23                |
| 75        | 9            | "Intel"         | Wendey Stanzler     | Karin Gist                        | 30 de novembro de 2014 | 4.08                |
| 76        | 10           | "Atonement"     | John Telersky       | Ted Sullivan                      | 7 de dezembro de 2014  | 4.60                |
| 77        | 11           | "Epitaph"       | Bobby Roth          | Alex Taub                         | 4 de janeiro de 2015   | 3.97                |
| 78        | 12           | "Madness"       | Matt Shakman        | Sallie Patrick                    | 11 de janeiro de 2015  | 3.67                |
| 79        | 13           | "Abduction"     | John Scott          | Christopher Fifr                  | 18 de janeiro de 2015  | 4.09                |
| 80        | 14           | "Kindred"       | Colin Bucksey       | Nancy Kiu                         | 25 de janeiro de 2015  | 3.76                |
| 81        | 15           | "Bait"          | Ty Trullinger       | Shannon Goss                      | 8 de março de 2015     | 4.89                |
| 82        | 16           | "Retaliation"   | Alrick Riley        | Jesse Lasky                       | 15 de março de 2015    | 4.78                |
| 83        | 17           | "Loss"          | Helen Hunt          | Joe Fazzio                        | 22 de março de 2015    | 4.42                |
| 84        | 18           | "Clarity"       | Allison Liddi-Brown | Karin Gist                        | 29 de março de 2015    | 4.22                |
| 85        | 19           | "Exposure"      | Jennifer Wilkinson  | Wilson Pollock & Andrew Steier    | 12 de abril de 2015    | 3.84                |
| 86        | 20           | "Burn"          | Kenneth Fink        | Ted Sullivan                      | 19 de abril de 2015    | 3.90                |
| 87        | 21           | "Aftermath"     | Rob J. Greenlea     | Shannon Goss & Christopher Fife   | 26 de abril de 2015    | 4.45                |
| 88        | 22           | "Plea"          | J. Miller Tobin     | Alex Taub                         | 3 de maio de 2015      | 4.82                |
| 89        | 23           | "Two Graves"    | John Terlesky       | Joe Fazzio                        | 10 de maio de 2015     | 4.80                |